# NGC 5248
Az NGC 5248 (más néven Caldwell 45) egy küllős spirálgalaxis a Bootes (Ökörhajcsár) csillagképben.

## Felfedezése
A galaxist William Herschel fedezte fel 1784. április 15-én.

## Tudományos adatok
A galaxis 1153 km/s sebességgel távolodik tőlünk.